# Psychedelices Cd + Dvd
Existe una edición especial lanzada llamada Psychédélices CD + DVD Edition o Psychédélices Tour Edition el cual incluye una nueva versión de "La isla bonita", canción con la cual fue promocionado el álbum, además de 2 remixes de Fifty-Sixty y 1 remix de Mademoiselle Juliette y un DVD con algunos videos musicales y su tour durante su estancia en este país.
Lista de canciones
- 1. Mademoiselle Juliette
- 2. Fifty-Sixty
- 3. Mon taxi driver
- 4. Jamais plus
- 5. Psychédélices
- 6. Décollage
- 7. Par les paupières
- 8. Lilly Town
- 9. Lonely list
- 10. Idéaliser
- 11. L’effet

## Bonus Track
- 12. La Isla Bonita
- 13. Fifty Sixty (Rolf Honey Edit Remix)
- 14. Mademoiselle Juliette (Dastu Remix)
- 15. Fifty Sixty (Edana Remix)

DVD:
- Mademoiselle Juliette (clip)
- Fifty Sixty (clip)
- Fifty Sixty (David Rubato Version)
- Fifty Sixty (Ralf Honey Version)

Charts
| Año  | Álbum                  | Sello/Disquera                       | Chart    | Mejor posición | Semanas en el Top |
| ---- | ---------------------- | ------------------------------------ | -------- | -------------- | ----------------- |
| 2008 | Psychedelices Cd + DVD | Sony Music Internacional/RCA Records | AMPROFON | 5              | 4                 |

- Datos: Q6090504